# Fed Cup 2013 Zona Americana Gruppo I - Pool B
Il Pool B della Zona Americana Gruppo I nella Fed Cup 2013 è uno dei due pool (gironi) in cui è suddiviso il Gruppo I della zona Americana.(vedi anche Pool A)
|   | Pool B         | Brasile (bandiera) | Paraguay (bandiera) | Messico (bandiera) | Cile (bandiera) |
| 1 | Brasile (3-0)  |                    | 2-0                 | 3-0                | 3-0             |
| 2 | Paraguay (2-1) | 0-2                |                     | 2-1                | 3-0             |
| 3 | Messico (1-2)  | 0-3                | 1-2                 |                    | 2-0             |
| 4 | Cile (0-3)     | 0-3                | 0-3                 | 0-2                |                 |

## Brasile vs. Cile
| Brasile 3 | Country Club de Ejecutivos, Medellín, Colombia 6 febbraio 2013 Terra rossa (outdoor) | Country Club de Ejecutivos, Medellín, Colombia 6 febbraio 2013 Terra rossa (outdoor) | Cile 0 |     |     |  |
| \| \| \| \| 1 \| 2 \| 3 \| \| \| - \| \| -------------------------------------------------------------------------------- \| --- \| --- \| --- \| \| \| 1 \| \| Paula Cristina Gonçalves Cecilia Costa Melgar \| 4 6 \| 6 3 \| 6 1 \| \| \| 2 \| \| Teliana Pereira Fernanda Brito \| 7 5 \| 6 1 \| \| \| \| 3 \| \| Paula Cristina Gonçalves / Teliana Pereira Fernanda Brito / Cecilia Costa Melgar \| 6 2 \| 6 2 \| \| \| |                                                                                      |                                                                                      |        |     |     |  |
| |                                                                                      |                                                                                      | 1      | 2   | 3   |  |
| 1 | Brasile (bandiera) · Cile (bandiera)                                                 | Paula Cristina Gonçalves Cecilia Costa Melgar                                        | 4 6    | 6 3 | 6 1 |  |
| 2 | Brasile (bandiera) · Cile (bandiera)                                                 | Teliana Pereira Fernanda Brito                                                       | 7 5    | 6 1 |     |  |
| 3 | Brasile (bandiera) · Cile (bandiera)                                                 | Paula Cristina Gonçalves / Teliana Pereira Fernanda Brito / Cecilia Costa Melgar     | 6 2    | 6 2 |     |  |

## Paraguay vs. Messico
| Paraguay 2 | Country Club de Ejecutivos, Medellín, Colombia 6 febbraio 2013 Terra rossa (outdoor) | Country Club de Ejecutivos, Medellín, Colombia 6 febbraio 2013 Terra rossa (outdoor) | Messico 1 |     |     |  |
| \| \| \| \| 1 \| 2 \| 3 \| \| \| - \| \| -------------------------------------------------------------------------------- \| --- \| --- \| --- \| \| \| 1 \| \| Camila Giangreco Campiz Marcela Zacarías \| 3 6 \| 6 3 \| 3 6 \| \| \| 2 \| \| Verónica Cepede Royg Ana Sofía Sánchez \| 7 5 \| 7 5 \| \| \| \| 3 \| \| Verónica Cepede Royg / Montserrat González Ana Paula de la Peña / Ximena Hermoso \| 6 3 \| 6 3 \| \| \| |                                                                                      |                                                                                      |           |     |     |  |
| |                                                                                      |                                                                                      | 1         | 2   | 3   |  |
| 1 | Paraguay (bandiera) · Messico (bandiera)                                             | Camila Giangreco Campiz Marcela Zacarías                                             | 3 6       | 6 3 | 3 6 |  |
| 2 | Paraguay (bandiera) · Messico (bandiera)                                             | Verónica Cepede Royg Ana Sofía Sánchez                                               | 7 5       | 7 5 |     |  |
| 3 | Paraguay (bandiera) · Messico (bandiera)                                             | Verónica Cepede Royg / Montserrat González Ana Paula de la Peña / Ximena Hermoso     | 6 3       | 6 3 |     |  |

## Paraguay vs. Cile
| Paraguay 3 | Country Club de Ejecutivos, Medellín, Colombia 7 febbraio 2013 Terra rossa (outdoor) | Country Club de Ejecutivos, Medellín, Colombia 7 febbraio 2013 Terra rossa (outdoor) | Cile 0 |     |     |  |
| \| \| \| \| 1 \| 2 \| 3 \| \| \| - \| \| -------------------------------------------------------------------------------- \| --- \| --- \| --- \| \| \| 1 \| \| Montserrat González Cecilia Costa Melgar \| 4 6 \| 6 1 \| 6 3 \| \| \| 2 \| \| Verónica Cepede Royg Fernanda Brito \| 6 0 \| 4 6 \| 6 2 \| \| \| 3 \| \| Verónica Cepede Royg / Montserrat González Fernanda Brito / Cecilia Costa Melgar \| 6 0 \| 6 1 \| \| \| |                                                                                      |                                                                                      |        |     |     |  |
| |                                                                                      |                                                                                      | 1      | 2   | 3   |  |
| 1 | Paraguay (bandiera) · Cile (bandiera)                                                | Montserrat González Cecilia Costa Melgar                                             | 4 6    | 6 1 | 6 3 |  |
| 2 | Paraguay (bandiera) · Cile (bandiera)                                                | Verónica Cepede Royg Fernanda Brito                                                  | 6 0    | 4 6 | 6 2 |  |
| 3 | Paraguay (bandiera) · Cile (bandiera)                                                | Verónica Cepede Royg / Montserrat González Fernanda Brito / Cecilia Costa Melgar     | 6 0    | 6 1 |     |  |

## Brasile vs. Messico
| Brasile 3 | Country Club de Ejecutivos, Medellín, Colombia 7 febbraio 2013 Terra rossa (outdoor) | Country Club de Ejecutivos, Medellín, Colombia 7 febbraio 2013 Terra rossa (outdoor) | Messico 0 |     |   |  |
| \| \| \| \| 1 \| 2 \| 3 \| \| \| - \| \| ----------------------------------------------------------------------- \| --- \| --- \| - \| \| \| 1 \| \| Paula Cristina Gonçalves Ana Sofía Sánchez \| 6 4 \| 6 2 \| \| \| \| 2 \| \| Teliana Pereira Ximena Hermoso \| 6 2 \| 6 3 \| \| \| \| 3 \| \| Teliana Pereira / Laura Pigossi Ana Paula de la Peña / Marcela Zacarías \| 6 0 \| 6 3 \| \| \| |                                                                                      |                                                                                      |           |     |   |  |
| |                                                                                      |                                                                                      | 1         | 2   | 3 |  |
| 1 | Brasile (bandiera) · Messico (bandiera)                                              | Paula Cristina Gonçalves Ana Sofía Sánchez                                           | 6 4       | 6 2 |   |  |
| 2 | Brasile (bandiera) · Messico (bandiera)                                              | Teliana Pereira Ximena Hermoso                                                       | 6 2       | 6 3 |   |  |
| 3 | Brasile (bandiera) · Messico (bandiera)                                              | Teliana Pereira / Laura Pigossi Ana Paula de la Peña / Marcela Zacarías              | 6 0       | 6 3 |   |  |

## Paraguay vs. Brasile
| Paraguay 0 | Country Club de Ejecutivos, Medellín, Colombia 8 febbraio 2013 Terra rossa (outdoor) | Country Club de Ejecutivos, Medellín, Colombia 8 febbraio 2013 Terra rossa (outdoor) | Brasile 2 |     |     |             |
| \| \| \| \| 1 \| 2 \| 3 \| \| \| - \| \| -------------------------------------------------------------------------- \| --- \| --- \| --- \| ----------- \| \| 1 \| \| Montserrat González Paula Cristina Gonçalves \| 2 6 \| 6 3 \| 3 6 \| \| \| 2 \| \| Verónica Cepede Royg Teliana Pereira \| 1 6 \| 4 6 \| \| \| \| 3 \| \| Verónica Cepede Royg / Montserrat González Teliana Pereira / Laura Pigossi \| \| \| \| non giocato \| |                                                                                      |                                                                                      |           |     |     |             |
| |                                                                                      |                                                                                      | 1         | 2   | 3   |             |
| 1 | Paraguay (bandiera) · Brasile (bandiera)                                             | Montserrat González Paula Cristina Gonçalves                                         | 2 6       | 6 3 | 3 6 |             |
| 2 | Paraguay (bandiera) · Brasile (bandiera)                                             | Verónica Cepede Royg Teliana Pereira                                                 | 1 6       | 4 6 |     |             |
| 3 | Paraguay (bandiera) · Brasile (bandiera)                                             | Verónica Cepede Royg / Montserrat González Teliana Pereira / Laura Pigossi           |           |     |     | non giocato |

## Cile vs. Messico
| Cile 0 | Country Club de Ejecutivos, Medellín, Colombia 8 febbraio 2013 Terra rossa (outdoor) | Country Club de Ejecutivos, Medellín, Colombia 8 febbraio 2013 Terra rossa (outdoor) | Messico 2 |     |     |             |
| \| \| \| \| 1 \| 2 \| 3 \| \| \| - \| \| ---------------------------------------------------------------------------------- \| --- \| --- \| --- \| ----------- \| \| 1 \| \| Fernanda Brito Marcela Zacarías \| 6 4 \| 0 6 \| 4 6 \| \| \| 2 \| \| Andrea Koch Benvenuto Ana Sofía Sánchez \| 2 6 \| 2 6 \| \| \| \| 3 \| \| Cecilia Costa Melgar / Andrea Koch Benvenuto Ana Paula de la Peña / Ximena Hermoso \| \| \| \| non giocato \| |                                                                                      |                                                                                      |           |     |     |             |
| |                                                                                      |                                                                                      | 1         | 2   | 3   |             |
| 1 | Cile (bandiera) · Messico (bandiera)                                                 | Fernanda Brito Marcela Zacarías                                                      | 6 4       | 0 6 | 4 6 |             |
| 2 | Cile (bandiera) · Messico (bandiera)                                                 | Andrea Koch Benvenuto Ana Sofía Sánchez                                              | 2 6       | 2 6 |     |             |
| 3 | Cile (bandiera) · Messico (bandiera)                                                 | Cecilia Costa Melgar / Andrea Koch Benvenuto Ana Paula de la Peña / Ximena Hermoso   |           |     |     | non giocato |